# River Quest
River Quest is een rapid river in het Duitse attractiepark Phantasialand. De attractie bevindt zicht in het themagebied Mystery.

## Geschiedenis
River Quest vormt samen met Mystery Castle het parkdeel Mystery. River Quest opende in 2002. De ruimte daar werd voordien ingenomen door de Gebirgsbahn en de Grand Canyon Bahn, tot een brand op 1 mei 2001 deze achtbanen verwoestte. Vanwege de kleine afmetingen van het beschikbare stuk land bevindt de River Quest zich op meerdere etages en kruist het zichzelf.
Oorspronkelijk was de laatste afdaling een wip die de boot opeens moest laten vallen. Vanwege technische redenen is dit echter nooit in bedrijf genomen.

## Beschrijving
Na het verlaten van het station maakt de baan een wijde 180-graden-bocht, terwijl omstanders (tegen betaling) de mogelijkheid hebben de inzittenden nat te maken. De boot wordt door een roloptakeling naar een van de twee verticale liften gebracht die de boot vervolgens naar een hoogte van 22 meter brengen. Na de lift doorloopt de boot direct een hoogteverschil van 11 meter. Na een draaikolk van 540 graden volgt een tweede afdaling van 7 meter. Na deze afdaling maakt de boot een bocht rechtsaf van 180 graden, alvorens bij de laatste 3-meter-hoge afdaling te komen. Na de derde afdaling doorloopt de boot nog enkele bochten alvorens weer bij het station aan te komen.

## Galerij

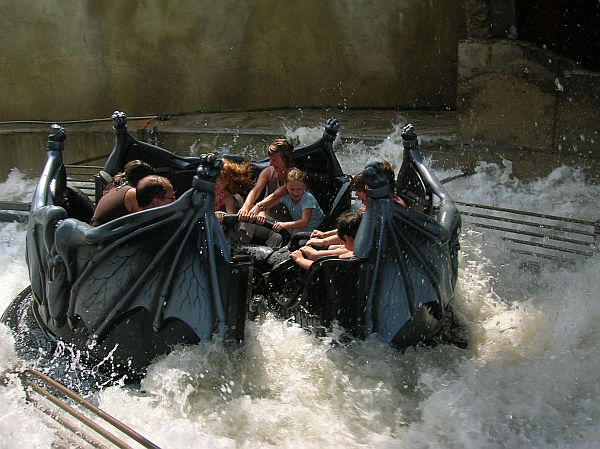
Een boot van River Quest in een stroomversnelling
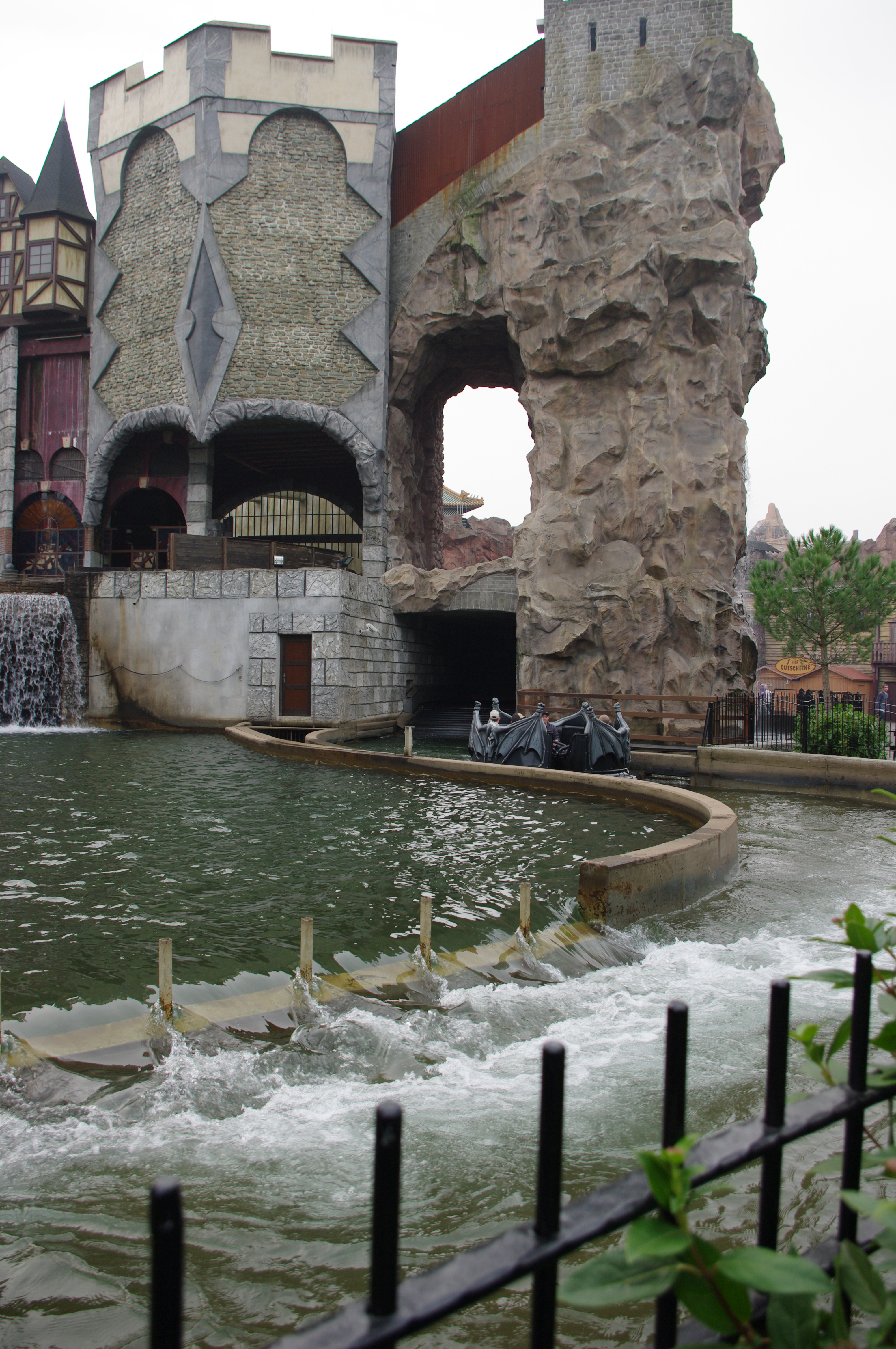
De optakeling van River Quest
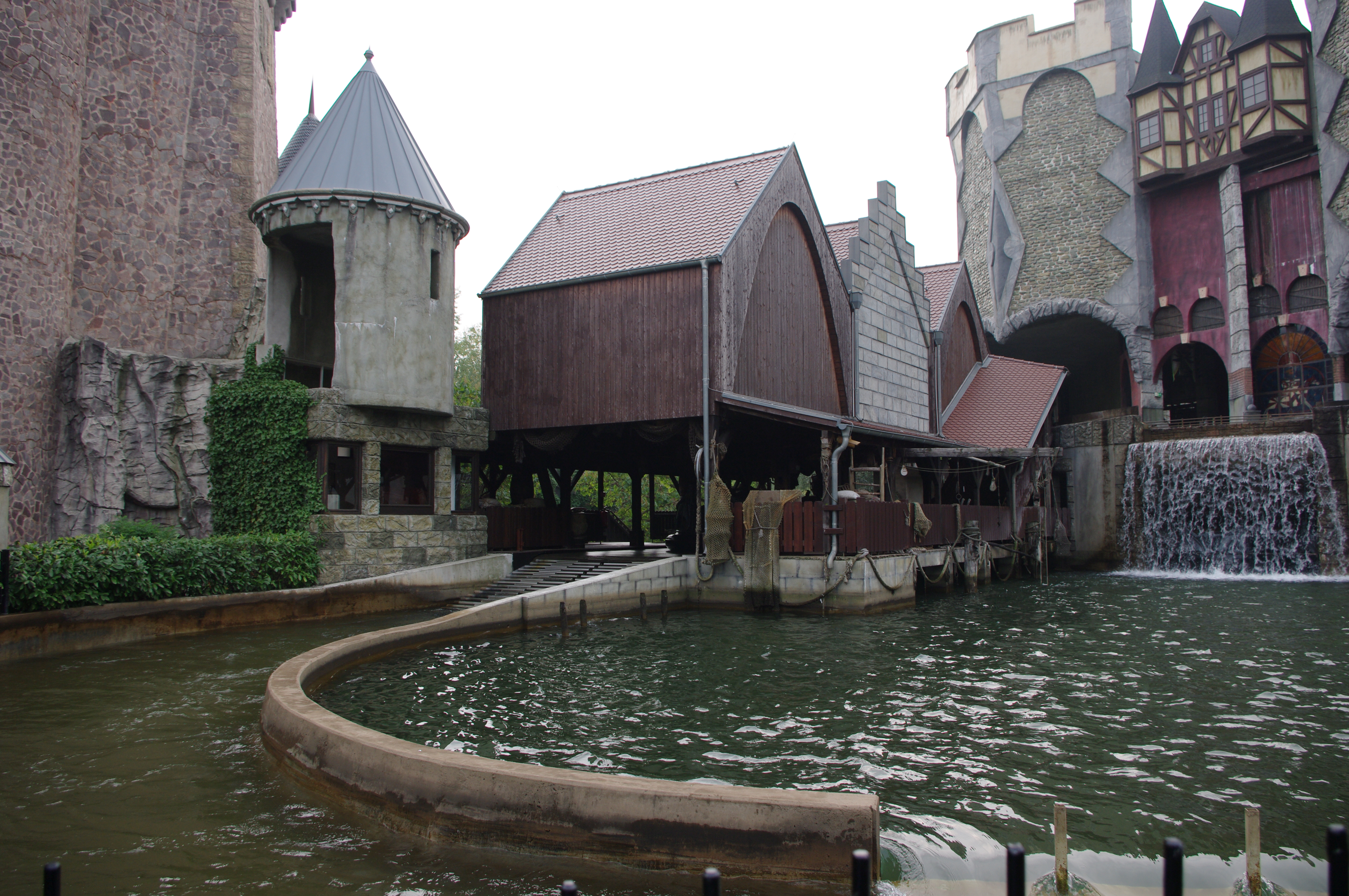
Het station van River Quest
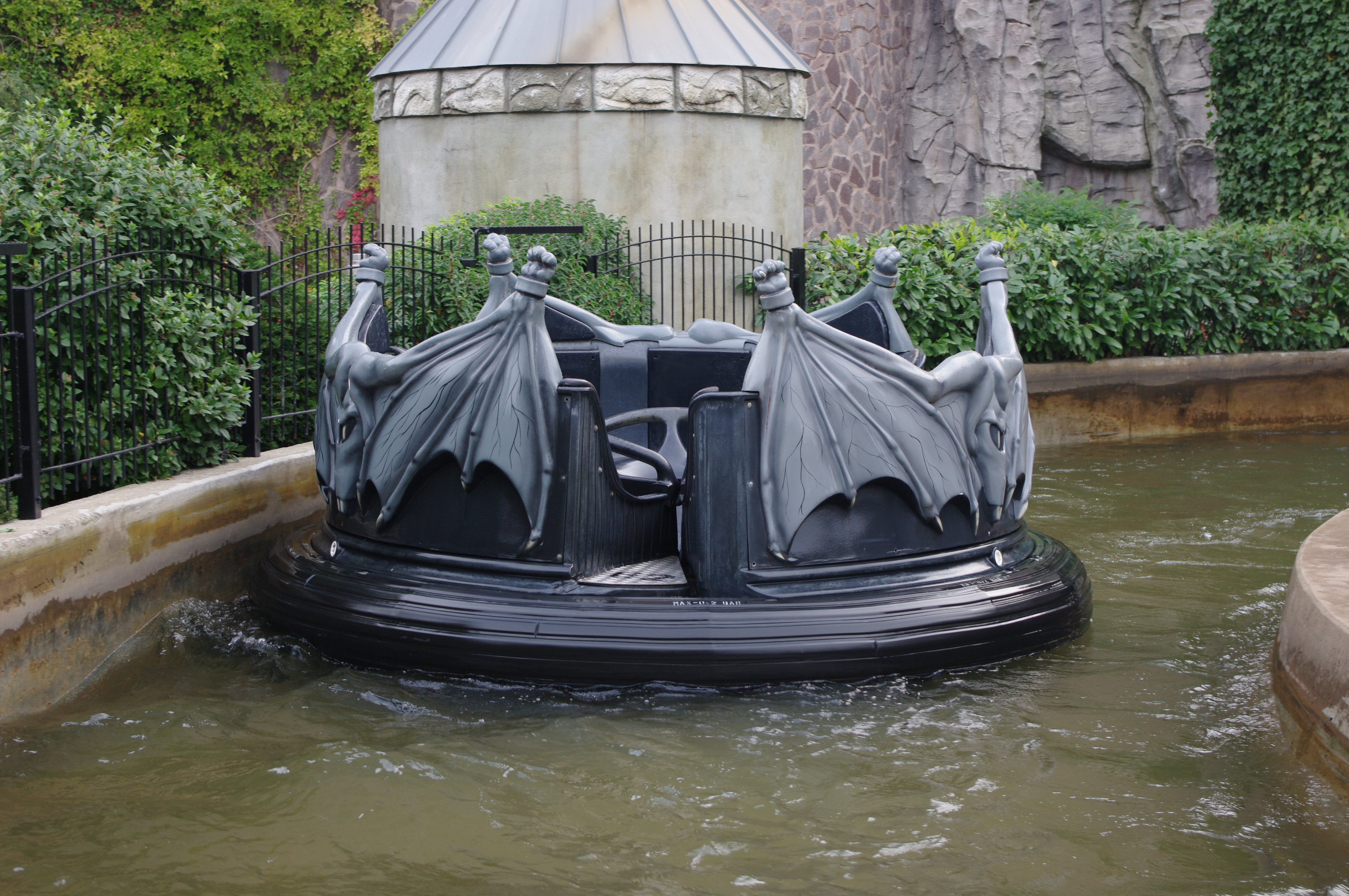
Een boot van River Quest
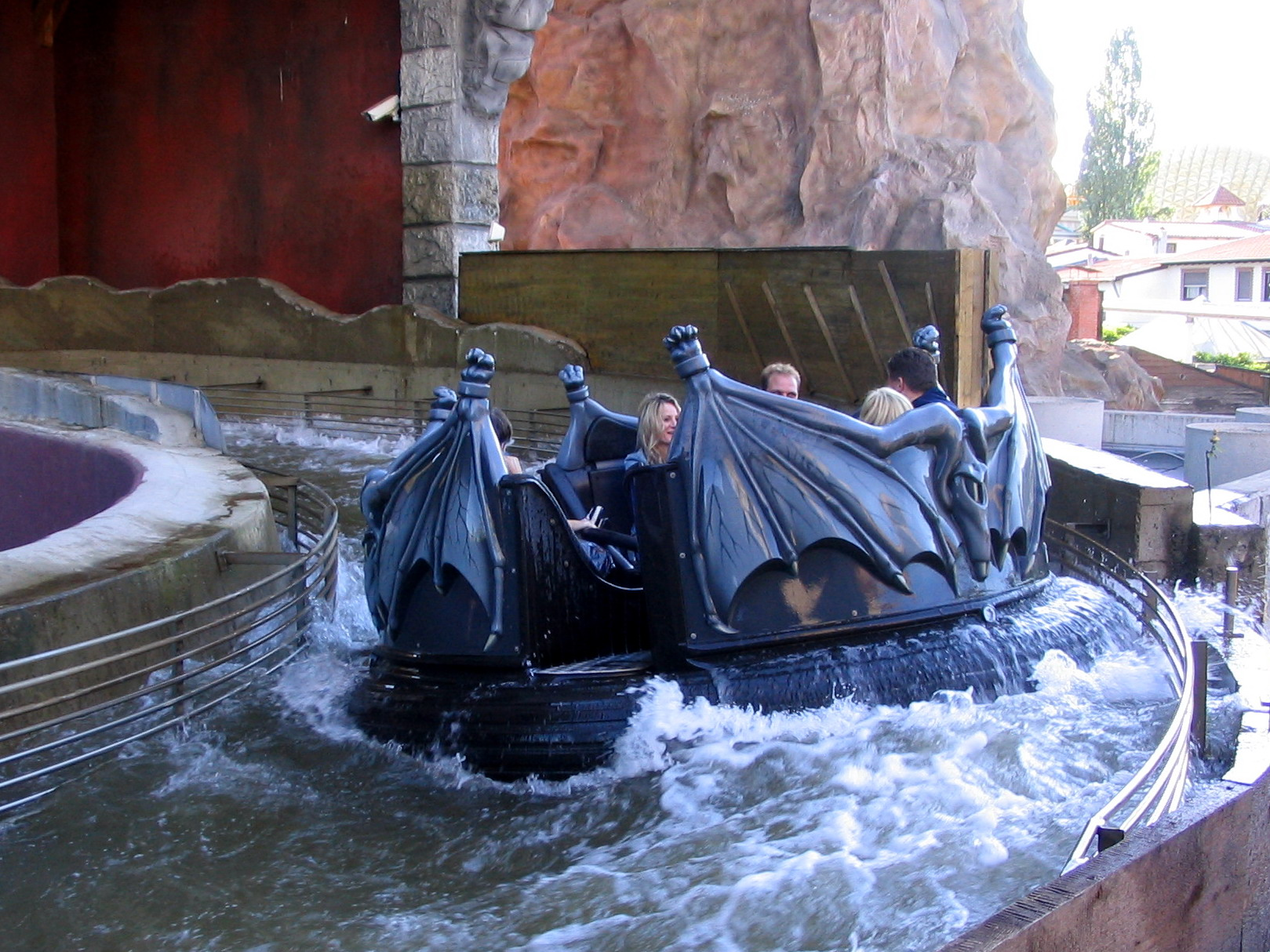
Nogmaals een boot van River Quest